# HD 26101
HD 26101，又名BD+68 310，SAO 13061、HR 1282，是一颗恒星，视星等为6.32，位于銀經139.73，銀緯12.48，其B1900.0坐标为赤經4h 2m 47.6s，赤緯+68° 12.48′ 21″。